# Odontopera urupina
Odontopera urupina är en fjärilsart som beskrevs av Felix Bryk 1942. Odontopera urupina ingår i släktet Odontopera och familjen mätare. Inga underarter finns listade i Catalogue of Life.